# Арес-5

Логотип «Арес»

«Арес-5» (англ. Ares V) (англ. Cargo Launch Vehicle, CaLV) — проект американской ракеты-носителя сверхтяжёлого класса, разрабатывавшийся НАСА с 2005 года в рамках программы Constellation.
«Арес-5» предназначался для вывода на орбиту вокруг Земли тяжёлых грузов и для обеспечения вывода пилотируемого исследовательского корабля «Орион» на траекторию полёта к Луне.
«Арес-5» должна была стать частью эффективной транспортной инфраструктуры, которая разрабатывается НАСА в рамках программы «Созвездие» (это программа развития американской пилотируемой космонавтики после «Шаттлов», которая начала было осуществляться по инициативе президента США Джорджа Буша «Развитие космонавтики США» (англ. The Vision for U.S. Space Exploration) с января 2004 года); данная РН должна была служить основным средством доставки тяжёлых полезных грузов на орбиту. С помощью «Арес-5» в космос выводились бы крупногабаритные конструкции для строительства постоянной базы на Луне, а также материалы, продукты, вода и другие грузы, необходимые для поддержания деятельности людей в космосе.

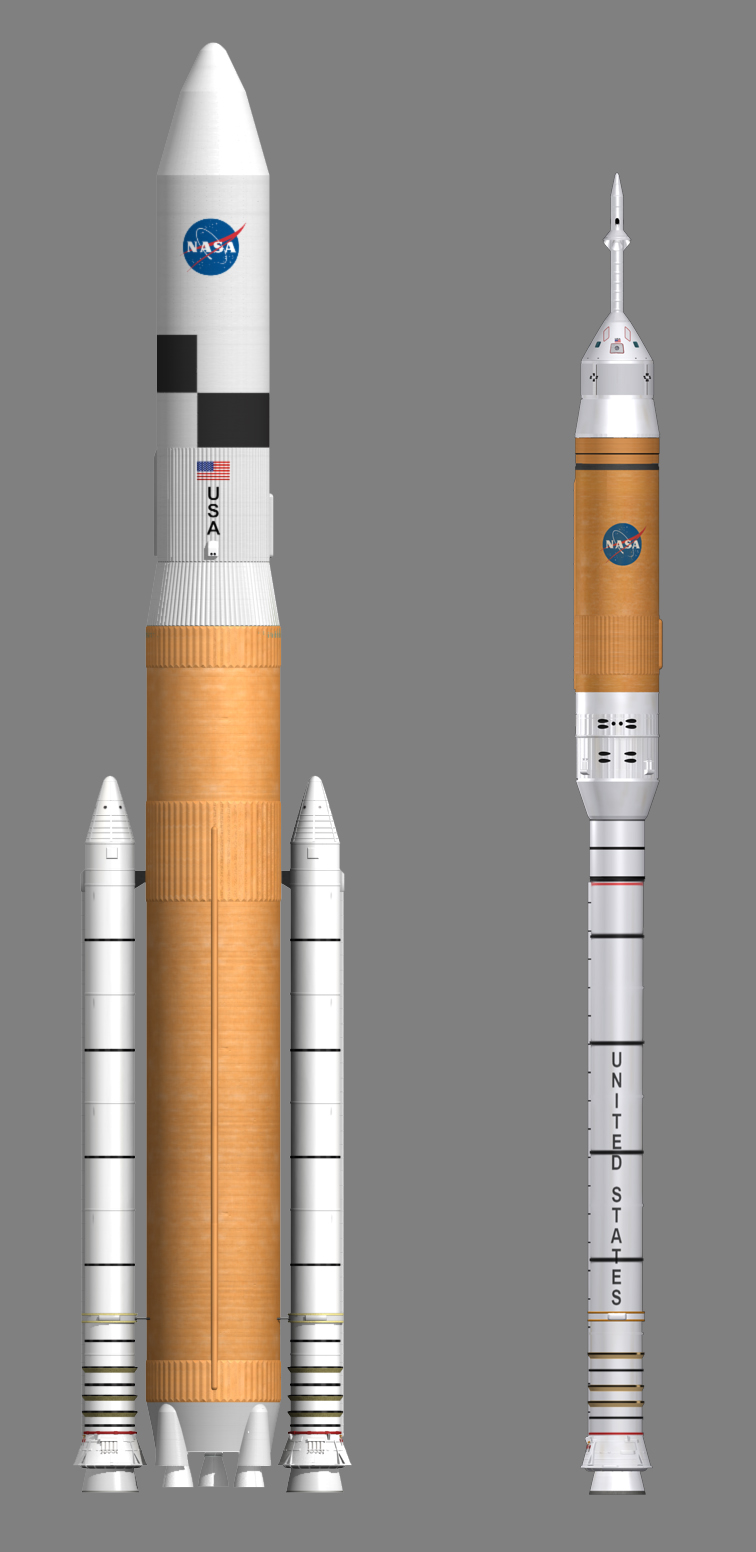
Сравнение «Арес-5» (слева) и «Арес-1» (справа)

Арес — имя древнегреческого бога, который соответствует Марсу в древнеримской мифологии (полёт на Марс — это следующая после Луны цель программы «Созвездие»). 

Название меньшей грузовой ракеты-носителя «Арес-1», которая разрабатывалась одновременно с «Арес-5», ассоциируется с ракетой-носителем «Сатурн-1», а «V» в названии Ares V ассоциируется с аналогичным индексом в названии ракеты-носителя Saturn V. Обе ракеты успешного семейства, «Сатурн-1» и «Сатурн-5», были разработаны в НАСА в 1960-х годах специально для полётов человека в космос, вторая из них обеспечила первую американскую программу полётов на Луну «Аполлон».

## Описание
«Арес-5» — это двухступенчатая ракета-носитель, способная выводить на низкую орбиту вокруг Земли до 188 тонн (290 тыс. фунтов) или доставлять до 71 тонн (144 тыс. фунтов) полезных грузов до Луны.
Первая ступень ракеты-носителя «Арес-5» компоновалась из двух модернизированных твердотопливных ускорителей многоразового использования, которые использовались в системе «Спейс шаттл», и центрального блока, который состоит из баков с жидким кислородом и жидким водородом и оснащён пятью или шестью ракетными двигателями RS-68.
Два твердотопливных ускорителя первой ступени крепятся с двух сторон к центральному блоку первой ступени. Центральный блок первой ступени ракеты разрабатывался по аналогии со ступенью ракеты-носителя Сатурн-5. Двигатель RS-68 разработан фирмой Рокетдайн для тяжёлой ракеты-носителя «Дельта IV».
Вторая ступень ракеты «Арес-5», с помощью специального адаптера, устанавливается сверху на центральный блок первой ступени. Вторая ступень ракеты-носителя «Арес-5» — это новая разработка, оснащенная ракетным двигателем J-2X, топливом для которого служат жидкий кислород и жидкий водород. Двигатель J-2X разрабатывается на базе предшественников: двигателей J-2S и J-2. Двигатель J-2 применялся на последней ступени ракеты-носителя «Сатурн-1B» и «Сатурн-5». Двигатель J-2S — это модифицированный двигатель J-2, который разрабатывался и испытывался в 1970-х годах, но ни разу не был использован на практике.
Сверху на второй ступени ракеты, под защитным обтекателем, размещается лунный модуль. Лунный модуль состоит из посадочной ступени и взлётной ступени, в котором экипаж будет стартовать с поверхности Луны, выходить на окололунную орбиту и стыковаться с пилотируемым исследовательским кораблём, который доставит астронавтов обратно на Землю.

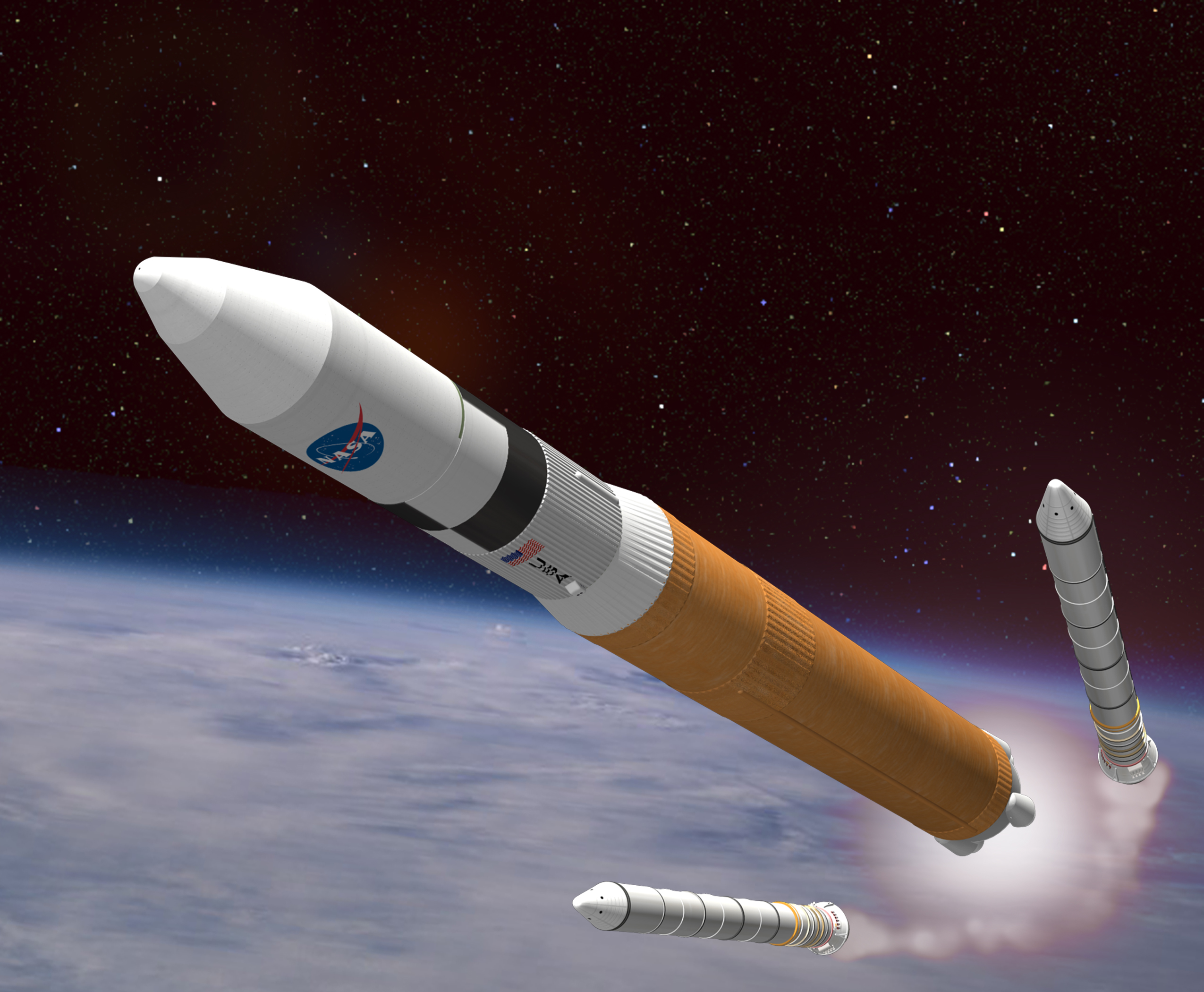
Старт «Арес-5»

Первая ступень ракеты «Арес-5» должна была выводить вторую ступень на низкую околоземную орбиту. После отделения первой ступени включается двигатель второй ступени до достижения круговой орбиты. Астронавты в пилотируемом исследовательском корабле стартуют на другой ракете («Арес-1»). На орбите происходит стыковка пилотируемого исследовательского корабля со второй ступенью «Арес-5» и лунным модулем. После стыковки включаются двигатели второй ступени «Арес-5», и весь комплекс выводится на траекторию полёта к Луне. После выхода на траекторию полёта к Луне вторая ступень «Арес-5» отстыковывается от лунного модуля и пилотируемого исследовательского корабля. После выхода на окололунную орбиту экипаж переходит в лунный модуль, отстыковывается от пилотируемого исследовательского корабля и прилуняется. Пилотируемый исследовательский корабль остаётся на лунной орбите и продолжает полёт в автономном режиме, ожидая астронавтов, работающих на Луне. После завершения работ на поверхности Луны астронавты возвращаются на окололунную орбиту, стыкуются с пилотируемым исследовательским кораблём и направляются на Землю.

## История
Управление разработкой проекта «Арес-5» находилось в Космическом центре им. Маршалла НАСА в Хантсвилле (штат Алабама).
Разработкой твердотопливных ускорителей занималась фирма ATK Thiokol в Бригхэм Сити (англ. Brigham City) (штат Юта).
Ракетные двигатели J-2X и RS-68B создавались на фирме Рокетдайн (Пратт & Уитни).
«Арес-5» должна была обеспечить первый полёт к Луне не позже 2020 года.

### Завершение проекта
По инициативе президента Барака Обамы, США в феврале 2010 года отказались от программы «Созвездие» и разработки космического корабля «Орион» и ракеты-носителя «Арес-5».
В мае 2010 объявлено о подготовке руководителями программы «Созвездие» «запасных» планов, предусматривающих возможность ускорения работ по созданию РН «Арес-1» и упрощенной (в сравнении с Ares V) версии ракеты-носителя сверхтяжёлого класса, с планами первого пилотируемого полёта на «Арес-1» уже в ноябре 2014 года и первого полёта сверхтяжёлой ракеты-носителя в 2017—2018 гг.
В сентябре 2010 Палата представителей предложила компромиссный вариант законопроекта по будущему космической программы США, предусматривающий создание ракеты-носителя сверхтяжёлого класса.
Вместо «Арес-5» в США начались разработки РН SLS, а разработка корабля «Орион» впоследствии всё же продолжилась, войдя в новую лунную программу США «Артемида»